# Tunel Branisko
Tunel Branisko je 4975 m dlouhý dálniční tunel na slovenské dálnici D1 mezi Beharovcemi a Fričovcemi, mezi slovenskými okresy Levoča a Prešov. Nahradil státní silnici I/18, která procházela přes průsmyk Branisko v nadmořské výšce 751 m n. m. v pohoří Branisko. Tunel začali razit v dubnu 1996. Dne 1. května 1999 byl tunel za přítomnosti tehdejšího slovenského předsedy vlády Mikuláše Dzurindy slavnostně proražen. Jižní tunelová trouba byla otevřena do zkušebního provozu dne 29. června 2003.

## Nehody
Dne 15. listopadu 2009 došlo v tomto tunelu ke srážce českého terénního automobilu Hyundai a dálkového linkového autobusu Mercedes-Benz O580 Travego. Zahynuly dvě osoby a jedna byla těžce zraněna (všichni tři z terénního automobilu). Řidiče autobusu museli vyprošťovat hasiči pomocí hydraulických nůžek.